# Washington, Indiana
Washington är en stad (city) i Daviess County, i delstaten Indiana, USA. Enligt United States Census Bureau har staden en folkmängd på 11 612 invånare (2011) och en landarea på 12,3 km². Washington är huvudort i Daviess County.